# Halowe Mistrzostwa Europy w Lekkoatletyce 1973 – bieg na 400 m kobiet
Bieg na 400 metrów kobiet – jedna z konkurencji biegowych rozgrywanych podczas halowych lekkoatletycznych mistrzostw Europy w hali Ahoy w Rotterdamie. Eliminacje zostały rozegrane 10 marca, a biegi półfinałowe i finałowy 11 marca 1973. Zwyciężyła reprezentantka Wielkiej Brytanii Verona Bernard. Tytułu zdobytego na poprzednich mistrzostwach nie obronił Christel Frese z Republiki Federalnej Niemiec, która tym razem zajęła 4. miejsce.

## Rezultaty

### Eliminacje
Rozegrano 4 biegi eliminacyjne, do których przystąpiło 14 biegaczek. Awans do półfinału dawało zajęcie jednego z pierwszych dwóch miejsc w swoim biegu (Q).
Opracowano na podstawie materiału źródłowego.
Bieg 1
| Miejsce | Zawodniczka     | Czas  | Uwagi |
| ------- | --------------- | ----- | ----- |
| 1       | Verona Bernard  | 53,98 | Q     |
| 2       | Renate Siebach  | 54,30 | Q     |
| 3       | Karoline Käfer  | 54,31 | NR    |
| 4       | Chantal Leclerc | 54,69 |       |

Bieg 2
| Miejsce | Zawodniczka     | Czas  | Uwagi |
| ------- | --------------- | ----- | ----- |
| 1       | Christel Frese  | 54,30 | Q     |
| 2       | Lilana Todorowa | 54,56 | Q     |
| 3       | Nicole Duclos   | 55,17 |       |
| 4       | Lea Alaerts     | 55,75 |       |

Bieg 3
| Miejsce | Zawodniczka       | Czas  | Uwagi |
| ------- | ----------------- | ----- | ----- |
| 1       | Erika Weinstein   | 54,76 | Q     |
| 2       | Chantal Jouvhomme | 55,65 | Q     |
| 3       | Nina Ziuśkowa     | 56,32 |       |

Bieg 4
| Miejsce | Zawodniczka      | Czas  | Uwagi |
| ------- | ---------------- | ----- | ----- |
| 1       | Danuta Piecyk    | 55,14 | Q     |
| 2       | Waltraud Dietsch | 55,28 | Q     |
| 3       | Josefina Salgado | 56,04 | NR    |

### Półfinały
Rozegrano 2 biegi półfinałowe, w których wystartowało 8 biegaczek. Awans do finału dawało zajęcie jednego z dwóch pierwszych miejsc w swoim biegu (Q).
Opracowano na podstawie materiału źródłowego.
Bieg 1
| Miejsce | Zawodniczka      | Czas  | Uwagi |
| ------- | ---------------- | ----- | ----- |
| 1       | Verona Bernard   | 53,35 | Q     |
| 2       | Waltraud Dietsch | 53,44 | Q     |
| 3       | Erika Weinstein  | 54,23 |       |
| 4       | Lilana Todorowa  | 54,26 |       |

Bieg 2
| Miejsce | Zawodniczka       | Czas  | Uwagi |
| ------- | ----------------- | ----- | ----- |
| 1       | Renate Siebach    | 54,52 | Q     |
| 2       | Christel Frese    | 54,71 | Q     |
| 3       | Danuta Piecyk     | 54,87 |       |
| 4       | Chantal Jouvhomme | 55,09 |       |

### Finał
Opracowano na podstawie materiału źródłowego.
| Miejsce | Zawodniczka      | Czas  |
| ------- | ---------------- | ----- |
| 1       | Verona Bernard   | 53,04 |
| 2       | Waltraud Dietsch | 53,35 |
| 3       | Renate Siebach   | 53,49 |
| 4       | Christel Frese   | 53,78 |